# Farúquides
Els Farúquides (dinastia Farúquida, també Farúkida o dels Farúkides) foren una dinastia de Khandesh a l'Índia entre el Narbada i el Tapti. Porta el nom de l'ancestre Umar al-Faruk.

## Llista de sobirans
- Malik Raja Ahmad 1370-1399
- Nasir Khan 1399-1437
- Miran Adil Khan I 1437-1441
- Miran Mubarak Khan I 1441-1457
- Adil Khan II "Rei de la Selva" 1457-1501
- Daud Khan 1501-1508
- Ghazni Khan 1508
- Alam Khan 1508-1509
- Adil Khan III Alam Khan Azam Humayun 1509-1520
- Miran Muhàmmad Xah I 1520-1537
- Raja Ahmad Xah 1537
- Miran Mubarak Xah II 1537-1566
- Miran Muhàmmad Xa II 1566-1576
- Hasan Khan 1576
- Raja Ali Khan Adil Xah IV 1576-1597
- Bahadur Xah Kadr Khan 1597-1601